# Recitatie (islam)

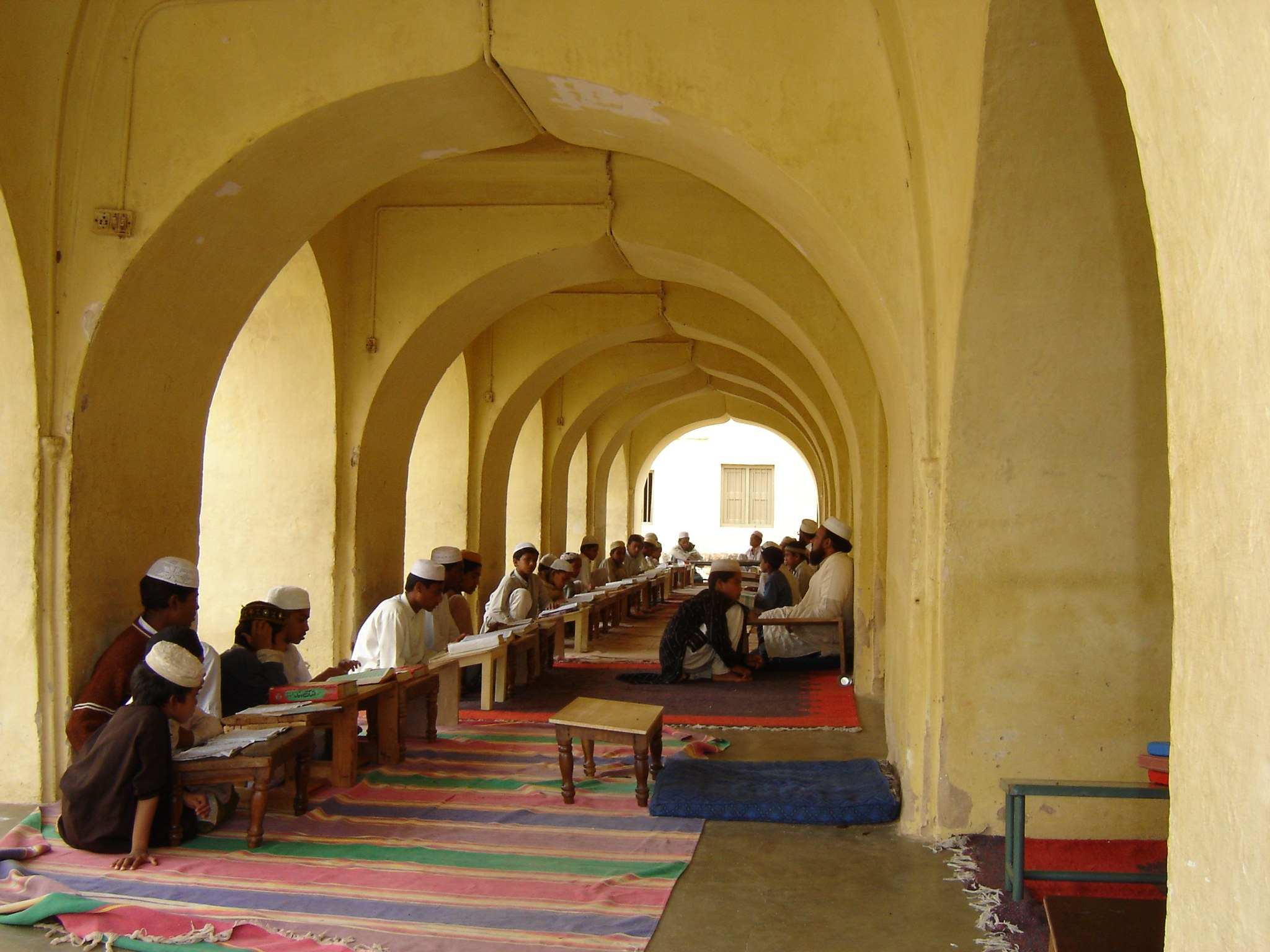
Les in een moskee in India

Recitatie (Ar: tilawa تلاوة) wordt binnen de islam gebruikt voor het bijna melodieuze voordragen van de Koran. Het berust op de opdracht van de engel Djibril aan Mohammed om te reciteren (Soera De Bloedklomp 1-5). De Koran dient derhalve geen boek te zijn, maar moet worden voorgedragen.
Qari (Ar: قَارٍئ ) of hafiz zijn termen die gebruikt worden voor hen die de gehele Koran uit het hoofd kunnen reciteren. Mohammed wordt gezien als de eerste die dit kon. Nadat verschillende moslims die de Koran kenden sneuvelden of overleden, werd besloten de Koran op schrift te stellen.
In de hele islamitische wereld heeft de Koran grote betekenis. Reeds ten tijde van kalief Omar (634-644) begon men Koranscholen (madrasa's) op te richten. In deze scholen werd kinderen geleerd de Koran van buiten te leren oftewel te reciteren. Los van de vraag of men de inhoud van de teksten begrijpt, wordt betekenis toegekend aan het reciteren van de Koran in het Arabisch. Voor moslims is het reciteren een belangrijk onderdeel van de godsdienst: aan de woorden van de Koran worden helende en beschermende eigenschappen toegekend.
Tijdens het verrichten van de salat wordt Soera De Opening enkele malen gereciteerd, gevolgd door enkele ayat of een andere soera.
Er zijn verschillende manieren van reciteren. Hierbij gelden bepaalde regels die men in acht dient te nemen. De twee basisvormen zijn Tartil en Tauwid.
In december 2006 ontvingen 8 studenten van de Islamitische Universiteit Rotterdam een diploma Recitatie. Het was de eerste keer dat een dergelijke ljazaa-ceremonie plaatsvond in Nederland.